# Campsicnemus mirabilis
Campsicnemus mirabilis (лат.) — исчезнувший вид мух-зеленушек (Dolichopodidae), ранее обитавший на Гавайских островах. Являлся их эндемиком.
Летать Campsicnemus mirabilis не могли, о жизни на деревьях нет сведений, обнаруженные представители были, в большинстве своем, найдены в мёртвом покрове.

## История изучения
Насекомые были обнаружены в 1902 году на шлаковом конусе Танталус-Пик, но уже в 1980-е найти их не удалось. Причина или причины вымирания доподлинно неизвестны.
Вид первоначально описан как Emperoptera mirabilis, но в 1964 году помещён в род Campsicnemus. В 1997 году Нил Эвенхус вернул его в Emperoptera, но это не нашло подтверждения у остальных систематиков.